# Osmia atrorufa
Osmia atrorufa är en biart som beskrevs av Heinrich Friese 1913. Osmia atrorufa ingår i släktet murarbin, och familjen buksamlarbin. Inga underarter finns listade i Catalogue of Life.